# Raión de Gorodysche
Gorodysche (en ucraniano: Городищенський район) es un raión o distrito de Ucrania en el óblast de Cherkasy. 
Comprende una superficie de 883 km².
La capital es la ciudad de Gorodysche.

## Demografía
Según estimación 2010 contaba con una población total de 45146 habitantes.

## Otros datos
El código KOATUU es 7120300000. El código postal 19500 y el prefijo telefónico +380 4734.